# Valle de Egüés

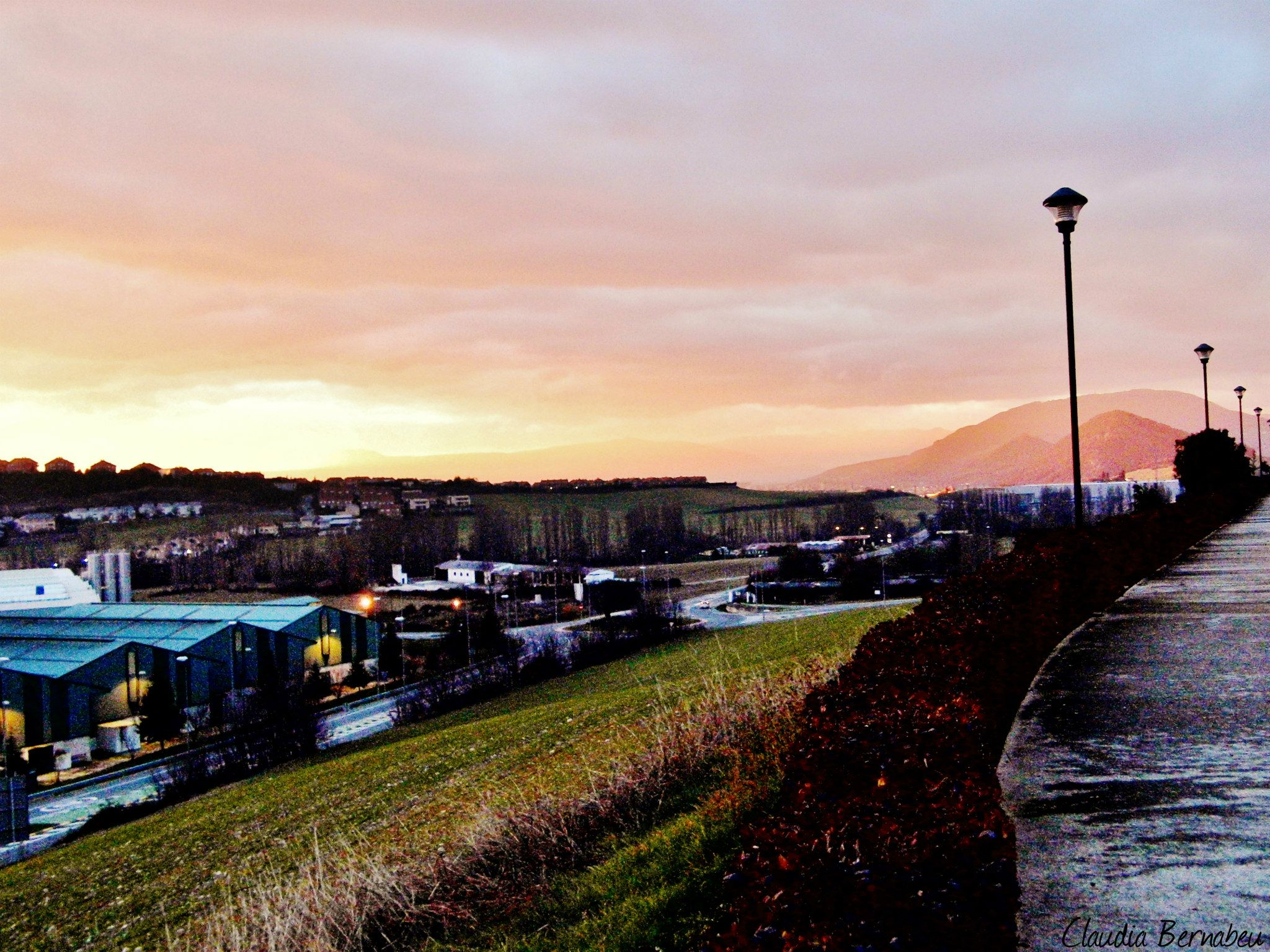
Atardecer en el Valle de Egüés

Valle de Egüés (cooficialmente en euskera: Eguesibar) es un municipio español de la Comunidad Foral de Navarra, situado en la merindad de Sangüesa, en la Cuenca de Pamplona y a 8,9 km de la capital de la comunidad, Pamplona, formando parte de su área metropolitana. Está compuesto por 10 concejos: Alzuza, Ardanaz, Azpa, Badostáin, Egüés, Elcano, Elía, Ibiricu, Olaz y Sagaseta y 6 lugares habitados: Echálaz, Egulbati, Eransus, Gorraiz, Ustárroz y Sarriguren. Cuenta con una población de 22 438 habitantes (INE 2024)
El valle apareció documentado por primera vez en el siglo XII y de él formaron parte los actuales municipios de Huarte hasta 1661, Burlada hasta 1971 y el actual barrio pamplonés de Mendillorri hasta 1998.
De las equipaciones del valle destaca la Clínica Ubarmin, situada en el término concejil de Elcano, la cual forma parte de la red de hospitales públicos de Servicio Navarro de Salud en la especialidad de traumatología. También es destacable la ubicación de las sedes de dos empresas enérgéticas como Acciona y Gamesa en Sarriguren.

## Símbolos
Bandera

Escudo del valle de Egües

La bandera del Valle de Egüés está formada por un paño rectangular de proporciones 2/3 de color rojo con su escudo de armas en sus colores en el centro.
Escudo
El escudo de armas del Valle de Egüés tiene el siguiente blasón:

De oro y una cruz de azur cantonada de cuatro crucetas de lo mismo. Bordura componada: cuatro piezas de plata con un lobo al natural en los cantones, alternadas con cuatro de gules con un aspa de oro."

De esta forma está pintado en las vidrieras del palacio de la diputación.

## Geografía

Valle de Egüés en Navarra y en el área metropolitana de Pamplona

El Valle de Egüés se encuentra situado en la parte occidental de la Cuenca de Pamplona. Su término municipal limita con los municipios de Esteribar por el norte, con Huarte, Pamplona y Burlada por el oeste, con Lizoáin por el este y con Aranguren por el sur.
| Noroeste: Huarte                        | Norte: Esteribar | Nordeste: Esteribar y Lizoáin |
| Oeste: Burlada y Pamplona (Mendillorri) |                  | Este: Lizoáin-Arriasgoiti     |
| Suroeste: Aranguren                     | Sur: Aranguren   | Sureste: Aranguren            |

### Relieve e hidrografía

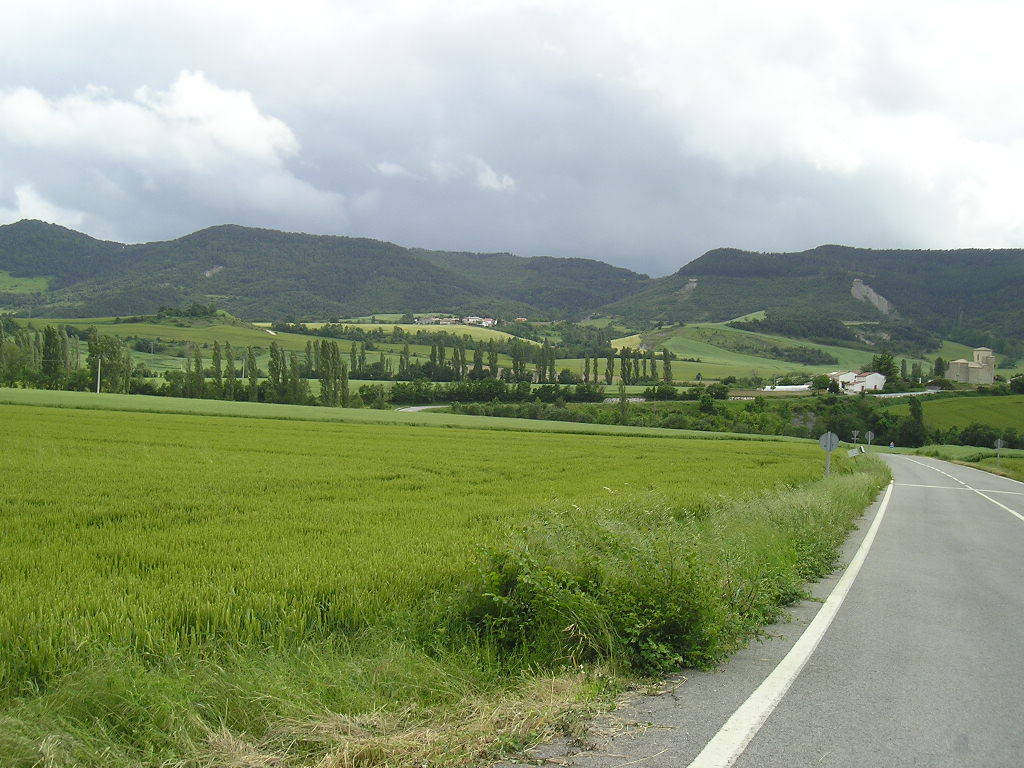
El valle y los montes del oeste

En el Valle de Egüés existen tres zonas orográficas diferentes: Valles Pirenaicos, El Valle y los Llanos de Badostáin y Ardanaz: 
Los valles pirenaicos, tiene una altitud media de 900 m s. n. m. y comprenden las localidades de Sagaseta, Elía, Egulbati y Amocáin. Esta zona tiene una orografía típica pirenaica con profundos y abruptos barrancos orientados de norte a sur y dispuestos paralelamente de este a oeste. De éstos destacan el de Egulbati y la regata de Elía. En esta zona se encuentra la mayor elevación del valle de Egüés, la cima del Lacarri, que alcanza una altitud de 1046 m s. n. m.
El Valle, tiene una altitud media de 510 m s. n. m. y comprende las localidades de: Alzuza, Azpa, Egüés, Elcano, Echálaz, Eransus, Ibiricu y Ustárroz. Esta zona se extiende desde el final de los valles pirenaicos hasta una línea montañosa formada por los montes de Malcaiz con 711 m s. n. m., Mendizorroz con 786 m s. n. m., Tangorri con 845 m s. n. m. y Sariandi con 800 m s. n. m. La cruza de este a oeste el río Urbi el cual recoge las corrientes de los barrancos del Norte. Su paisaje, con escasas pendientes, es muy parecido al de los llanos de Badostáin.
Los llanos de Badostáin y Ardanaz, tiene una altitud media de 500 m s. n. m. y comprende las localidades de: Ardanaz, Badostáin, Gorraiz, Olaz y Sarriguren. En esta zona se encuentran los altos de Badostáin con 590 m s. n. m. y el cerro de Aldabarren con 535 m s. n. m., los cuales marcan el límite con el municipio del Valle de Aranguren. Salvo pequeñas ondulaciones del terreno el paisaje de esta zona es llano. Sus campos están en su mayoría cultivados principalmente de cereal.

### Clima
El clima del municipio es oceánico con influencias submediterráneas. Las temperaturas presenta una débil variación térmica a lo largo del año, con inviernos suaves y veranos cálidos y prolongados. La temperatura media anual está en torno a los 12,3 °C y oscilan entre los -3 °C y los 18 °C, siendo el mes más caluroso agosto con 20,3 °C de media y el mes más frío diciembre. Únicamente 5 meses al año se presentan temperaturas medias inferiores a los 10 °C.
La precipitación media anual está en torno a los 1000 - 1300 mm, siendo los meses de mayor pluviosidad diciembre y enero con medias superiores a 1200 mm. La precipitación media en los 6 meses más fríos supone entre un 57,4 % y un 62,2 % del total. Se observa una distribución bastante homogénea de las precipitaciones a lo largo de todo el año y se carece de una estación seca.
Durante el periodo 1975-2000, la estación de referencia de Pamplona-Aeropuerto de la Agencia Estatal de Meteorología (AEMET) registró unos valores medios anuales de temperatura de 12,5 °C y una precipitación media de 721 mm. En ese mismo periodo, el número medio anual de días despejados fue 58, el número de días medios anuales de helada fue 42, mientras que el número de horas de sol fueron 2201.
| Registros históricos del observatorio del Aeropuerto de Pamplona (1971-2000) | Registros históricos del observatorio del Aeropuerto de Pamplona (1971-2000) | Registros históricos del observatorio del Aeropuerto de Pamplona (1971-2000) | Registros históricos del observatorio del Aeropuerto de Pamplona (1971-2000) | Registros históricos del observatorio del Aeropuerto de Pamplona (1971-2000) | Registros históricos del observatorio del Aeropuerto de Pamplona (1971-2000) | Registros históricos del observatorio del Aeropuerto de Pamplona (1971-2000) | Registros históricos del observatorio del Aeropuerto de Pamplona (1971-2000) | Registros históricos del observatorio del Aeropuerto de Pamplona (1971-2000) | Registros históricos del observatorio del Aeropuerto de Pamplona (1971-2000) | Registros históricos del observatorio del Aeropuerto de Pamplona (1971-2000) | Registros históricos del observatorio del Aeropuerto de Pamplona (1971-2000) | Registros históricos del observatorio del Aeropuerto de Pamplona (1971-2000) | Registros históricos del observatorio del Aeropuerto de Pamplona (1971-2000) |
| 1975-2000                                                                    | Ene                                                                          | Feb                                                                          | Mar                                                                          | Abr                                                                          | May                                                                          | Jun                                                                          | Jul                                                                          | Ago                                                                          | Sep                                                                          | Oct                                                                          | Nov                                                                          | Dic                                                                          | Año                                                                          |
| ---------------------------------------------------------------------------- | ---------------------------------------------------------------------------- | ---------------------------------------------------------------------------- | ---------------------------------------------------------------------------- | ---------------------------------------------------------------------------- | ---------------------------------------------------------------------------- | ---------------------------------------------------------------------------- | ---------------------------------------------------------------------------- | ---------------------------------------------------------------------------- | ---------------------------------------------------------------------------- | ---------------------------------------------------------------------------- | ---------------------------------------------------------------------------- | ---------------------------------------------------------------------------- | ---------------------------------------------------------------------------- |
| Temperatura media (°C)                                                       | 3,0                                                                          | 6,5                                                                          | 8,6                                                                          | 10,2                                                                         | 14,0                                                                         | 17,5                                                                         | 20,7                                                                         | 20,9                                                                         | 18,0                                                                         | 13,6                                                                         | 8,6                                                                          | 6,0                                                                          | 12,5                                                                         |
| Temperatura máxima media (°C)                                                | 8,9                                                                          | 11,1                                                                         | 14,0                                                                         | 15,5                                                                         | 19,8                                                                         | 23,9                                                                         | 27,6                                                                         | 27,8                                                                         | 24,4                                                                         | 18,7                                                                         | 12,8                                                                         | 9,7                                                                          | 17,8                                                                         |
| Temperatura mínima media (°C)                                                | 1,2                                                                          | 1,9                                                                          | 3,3                                                                          | 4,9                                                                          | 8,2                                                                          | 11,2                                                                         | 13,7                                                                         | 14,0                                                                         | 11,7                                                                         | 8,4                                                                          | 4,3                                                                          | 2,4                                                                          | 7,1                                                                          |
| Precipitación (mm)                                                           | 63                                                                           | 52                                                                           | 52                                                                           | 77                                                                           | 74                                                                           | 47                                                                           | 40                                                                           | 43                                                                           | 43                                                                           | 74                                                                           | 80                                                                           | 75                                                                           | 721                                                                          |

En el observatorio de Pamplona, los valores de temperatura y precipitación extremos fueron registrados entre 1885 y 1931:
| Concepto                              | Valor numérico | Fecha                   |
| ------------------------------------- | -------------- | ----------------------- |
| Precipitación máxima en un día (l/m²) | 180 l/m²       | 8 de septiembre de 1928 |
| Temperatura máxima absoluta (°C)      | 39,0 °C        | 12 de julio de 1931     |
| Temperatura mínima absoluta (°C)      | -18,0 °C       | 20 de enero de 1885     |

En el observatorio de Pamplona-Aeropuerto, muy cercano al municipio, los valores extremos de temperatura fueron registrados el 8 de julio de 1982 (+41,2 °C) y el 12 de enero de 1985 (-16,2 °C). La máxima precipitación en un día registrada alcanzó los 107,4 l/m² el 9 de octubre de 1979.

### Medio ambiente

Esquema de los tres pilares del desarrollo sostenible

Una de las causas de la contaminación atmosférica en la localidad está producida por el tráfico rodado. La dispersión de contaminantes es, en general, buena, pero como sea que la velocidad del viento es normalmente baja reduce la dispersión horizontal de los mismos, tendiendo los contaminantes generados a acumularse en el núcleo urbano. La contaminación se encuentra por debajo de los niveles recomendados por las últimas directivas de la Unión Europea y de la Organización Mundial de la Salud y los niveles de contaminación han ido disminuyendo entre 1990 y 1999.
La Agenda 21
El programa Agenda 21 está concebido para mejorar el medio ambiente y el desarrollo sostenible en las ciudades. El Ayuntamiento de la localidad asumió la realización de una Agenda 21 propia.
Indicadores de sostenibilidad
Los 21 indicadores de sostenibilidad están clasificados en cuatro categorías: social, económica, ambiental e institucional, y 12 áreas temáticas. En la categoría medioambiental figuran los siguientes indicadores:
- Usos del territorio. Movilidad y transporte. Recursos naturales. Residuos. Contaminación atmosférica. Sostenibilidad global. Educación ambiental:.[9]

## Historia

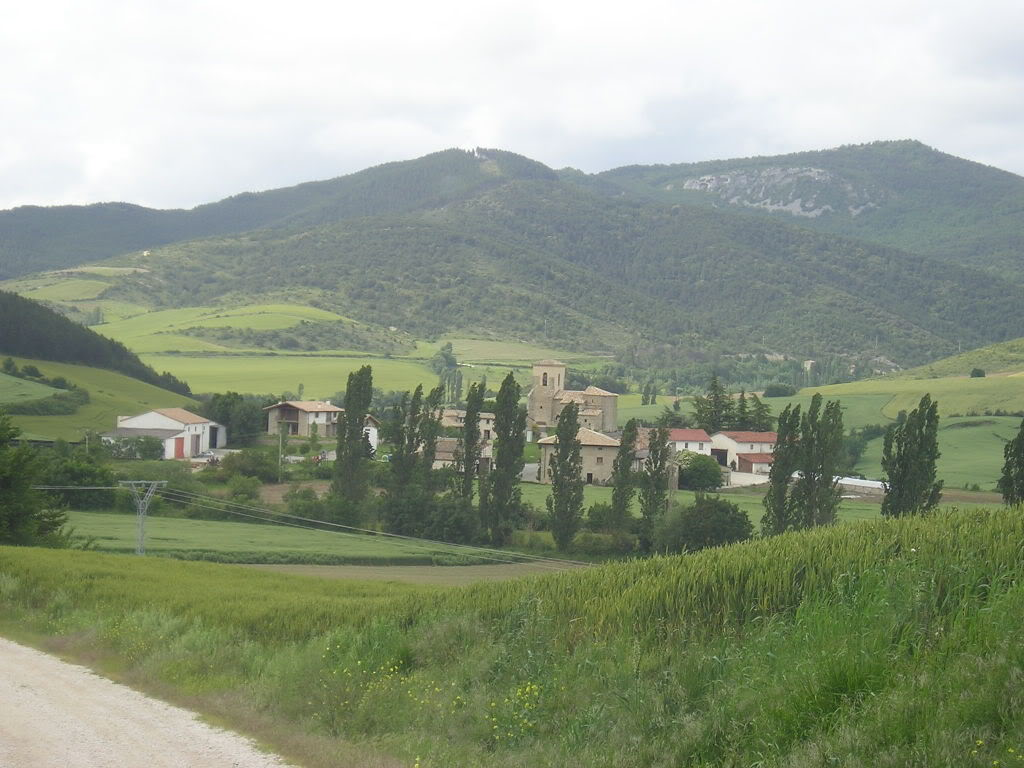
Vista general de Ustárroz, uno de los concejos que integran el valle

### Edad Media
Las primeras referencias documentales sobre el valle de Egüés datan del siglo XI. En ellas este espacio geográfico se encontró en los fundamentos económicos, sociales y administrativos del primitivo Reino de Pamplona.
En 1263, el rey Teobaldo II concedió a los labradores del valle que pagando 40 cahíces de trigo de pecha anual, fuesen libres de toda labor, excepto de la de los castillos, y que no fuesen enajenados de la corona real. Carlos III de Navarra en 1420 concedió a perpetuidad el señorío de Egüés a Juan Coxe de Suescun, incluyéndose sus rentas, collazos, pechas, provechos, bailios, homicidios y jurisdicción, con la condición de que no lo podía vender ni dividir.

### Edad Moderna
Conquista castellana
Tras la capitulación de Pamplona ante las tropas de Fernando el Católico, lo cual supuso la definitiva anexión del Reino de Navarra a la Corona de Castilla, los monarcas navarros Juan de Albret y Catalina de Foix huyeron a través del corredor del Valle de Egüés. Posteriormente, en 1521 Enrique III se internaría en Navarra por la misma ruta con la idea de recuperar el reino, acompañado de tropas franco-gasconas. Esto puede dar idea de la seguridad que le merecía el valle. Debido al decreto del cardenal Cisneros en 1516, los palacios e iglesias de Navarra fueron destruidos en su parte superior y vueltos a construir en materiales menos resistentes como el ladrillo. Egüés no fue una excepción como nos lo recuerdan las torres de las iglesias de Elcano e Ibiricu.
Siglos XVII y XVIII
En 1665, la localidad de Huarte, que hasta entonces había sido el centro administrativo y económico del valle, recibe de Pamplona la categoría de villa y por consiguiente se separa del Valle de Egüés.
Durante la Guerra de Sucesión las tropas del archiduque Carlos de Austria, rival de Felipe de Anjou (futuro Felipe V) por la Corona española, atraviesan el valle en 1710 saqueándolo a su paso, aunque una concentración de voluntarios del valle en Huarte apoyados por 400 dragones le obliga a retirarse.

### Edad Contemporánea
Guerra de la Independencia

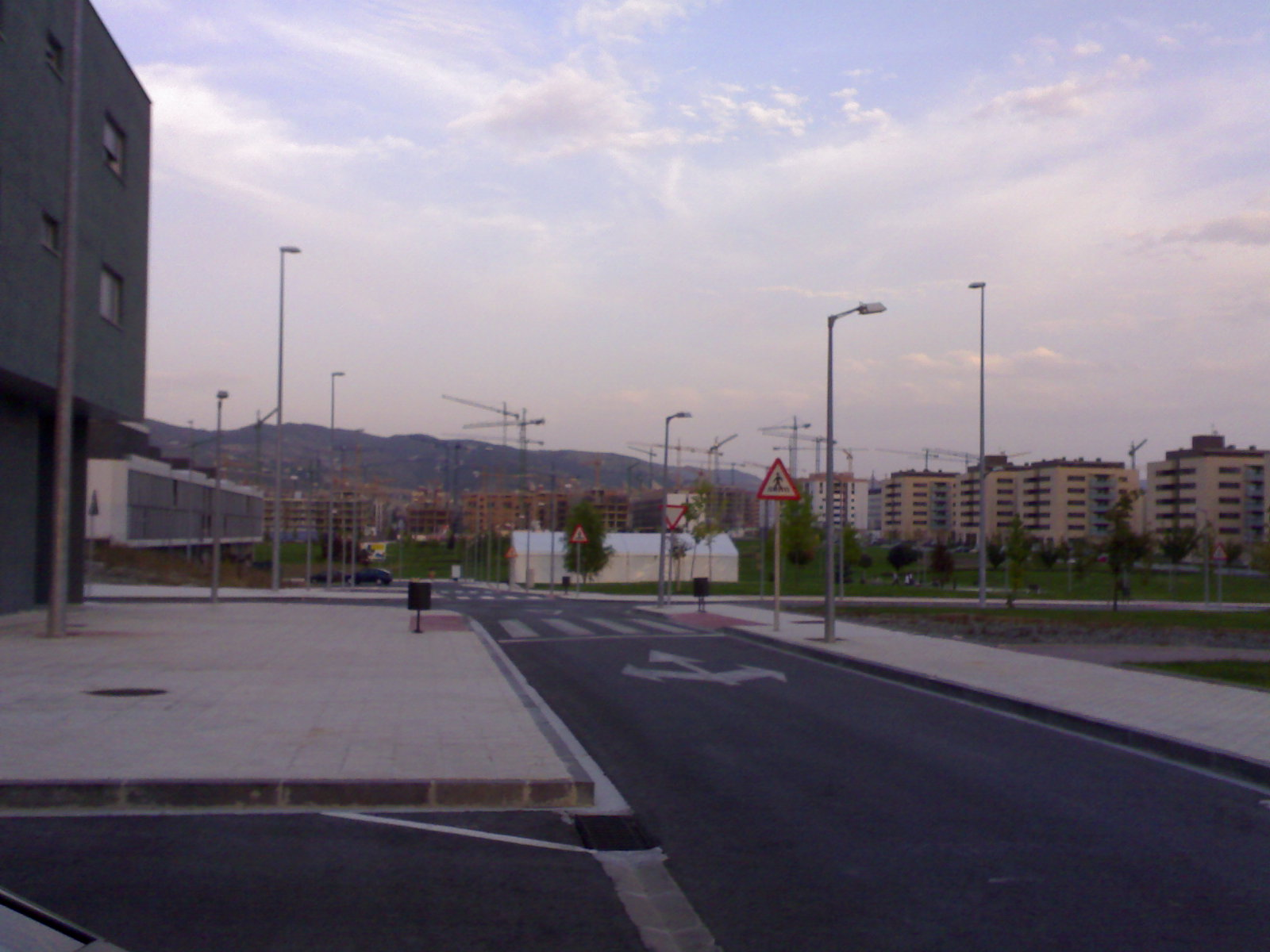
Vista de la construcción de la segunda fase de Sarriguren en 2007

Durante la ocupación francesa se estableció en Huarte una guarnición, la cual impuso un canon a los vecinos del valle que debido a su cuantía se necesitó para pagarse incluso la venta de plata y oro de las parroquias del valle. 
Al acabar la Guerra de la Independencia las tropas derrotadas de Napoleón Bonaparte cruzan el valle en retirada causando diversos destrozos a su paso como el derribo de la casa de la cofradía en Elcano.
En 1829 se aprueba una nueva ley de municipios, la cual les otorga mayor libertad de acción y los convierte en entes más modernos. Deroga las antiguas ordenanzas de 1547 y abre paso a las posteriores reformas por la que de 1935 a 1945 se cambió la antigua forma de gobernar el valle que se distinguía por la existencia de un diputado del valle y un regidor elegido por los vecinos en cada pueblo.
Guerras carlistas
Durante la primera guerra carlista (1833-1839), la orografía del valle hizo de este terreno de escaramuzas, que el bando carlista realizaba para impedir la comunicación de Pamplona con Aoiz y con el norte, verdadero centro de la resistencia carlista.
En la segunda guerra carlista (1872-1876), el Valle de Egüés se convirtió en parte fundamental del bloqueo que sufrió la ciudad de Pamplona por las tropas carlistas. En Mendillorri se emplazaron las baterías que batían la capital por el norte y en Burlada se construyeron barreras que impedían el paso de los sitiados. Huarte se convirtió en el cuartel general carlista del bloqueo pamplonés. El 22 de noviembre de 1875 tiene lugar uno de los encuentros finales de la guerra en Gorraiz, Alzuza y el alto de Miravalles en Huarte en el que una fuerza superior de liberales es fuertemente castigada por un grupo de carlistas que operaba en la zona desde hacía tiempo con la connivencia más o menos encubierta de la población.
Siglo XX
A principios del siglo XX lo más destacable fue la inauguración del Ferrocarril Irati el 23 de abril de 1911 cuyo recorrido atravesaba el valle. Este tren dejó de funcionar el 31 de diciembre de 1951.
El crecimiento demográfico de Burlada, la población del valle más próxima a la capital, a partir de los años 60 tuvo como consecuencia que ésta se separara del valle en 1970, convirtiéndose en municipio independiente. En esta misma década también es destacable la inauguración en 1976 de la Clínica Ubarmin en Elcano por la Agrupación Intermutual. Otras poblaciones próximas a Pamplona también han experimentado posteriormente un importante crecimiento demográfico como el experimentado por Mendillorri con una urbanización iniciada en 1991. Esta localidad se incorpora a Pamplona en 1998. También en la localidad de Gorraiz se comienza a construir la urbanización Gorraiz a partir de 1993.

## Demografía
Valle de Egüés cuenta con una población de 22 438 habitantes (INE 2024).
| Gráfica de evolución demográfica de Egüés entre 1842 y 2021 |
| |
| Población de derecho según los censos de población del INE Población de hecho según los censos de población del INEEntre el censo de 1970 y el anterior, disminuye el término del municipio porque independiza a 31060 (Burlada) |

| Gráfica de evolución demográfica de Egüés entre 2000 y 2023 |
|                                                             |
| Población a 1 de enero según el padrón municipal del INE    |

### Núcleos de población
El municipio del valle de Egüés está formado por los concejos de Alzuza, Ardanaz, Azpa, Badostáin, Egüés, Elcano, Elía, Ibiricu, Olaz y Sagaseta y los lugares de Echálaz, Egulbati, Eransus, Gorraiz, Ustárroz y Sarriguren.
| Entidad de población | Tipo de entidad                      | Población 2014 | Coordenadas                               | Distancia capital km | Mapa |
| --- | ------------------------------------ | -------------- | ----------------------------------------- | -------------------- | --- |
| Alzuza | Concejo                              | 300            | 42°50′20″N 1°33′57″O / 42.83889, -1.56583 | 6,6                  | \| Egüés Alzuza Ardanaz Azpa Badostáin Echálaz Egulbati Elcano Elía Eransus Gorraiz Ibiricu Olaz Sagaseta Sarriguren Ustárroz \| |
| Ardanaz | Concejo                              | 70             | 42°48′21″N 1°33′26″O / 42.80583, -1.55722 | 4,5                  | \| Egüés Alzuza Ardanaz Azpa Badostáin Echálaz Egulbati Elcano Elía Eransus Gorraiz Ibiricu Olaz Sagaseta Sarriguren Ustárroz \| |
| Azpa | Concejo                              | 27             | 42°48′21″N 1°31′21″O / 42.80583, -1.52250 | 12,8                 | \| Egüés Alzuza Ardanaz Azpa Badostáin Echálaz Egulbati Elcano Elía Eransus Gorraiz Ibiricu Olaz Sagaseta Sarriguren Ustárroz \| |
| Badostáin | Concejo                              | 341            | 42°47′56″N 1°35′43″O / 42.79889, -1.59528 | 4,0                  | \| Egüés Alzuza Ardanaz Azpa Badostáin Echálaz Egulbati Elcano Elía Eransus Gorraiz Ibiricu Olaz Sagaseta Sarriguren Ustárroz \| |
| Echálaz | Concejo                              | 5              | 42°50′2″N 1°31′21″O / 42.83389, -1.52250  | 9,3                  | \| Egüés Alzuza Ardanaz Azpa Badostáin Echálaz Egulbati Elcano Elía Eransus Gorraiz Ibiricu Olaz Sagaseta Sarriguren Ustárroz \| |
| Egüés | Concejo                              | 374            | 42°49′30″N 1°33′5″O / 42.82500, -1.55139  | 5,7                  | \| Egüés Alzuza Ardanaz Azpa Badostáin Echálaz Egulbati Elcano Elía Eransus Gorraiz Ibiricu Olaz Sagaseta Sarriguren Ustárroz \| |
| Egulbati | "Lugar habitado"                     | 0              | 42°51′27″N 1°32′9″O / 42.85750, -1.53583  | 11,5                 | \| Egüés Alzuza Ardanaz Azpa Badostáin Echálaz Egulbati Elcano Elía Eransus Gorraiz Ibiricu Olaz Sagaseta Sarriguren Ustárroz \| |
| Elcano | Concejo                              | 201            | 42°49′51″N 1°32′48″O / 42.83083, -1.54667 | 7,4                  | \| Egüés Alzuza Ardanaz Azpa Badostáin Echálaz Egulbati Elcano Elía Eransus Gorraiz Ibiricu Olaz Sagaseta Sarriguren Ustárroz \| |
| Elía | Concejo                              | 21             | 42°50′31″N 1°31′0″O / 42.84194, -1.51667  | 10,4                 | \| Egüés Alzuza Ardanaz Azpa Badostáin Echálaz Egulbati Elcano Elía Eransus Gorraiz Ibiricu Olaz Sagaseta Sarriguren Ustárroz \| |
| Eransus | Lugar habitado                       | 16             | 42°49′37″N 1°30′40″O / 42.82694, -1.51111 | 11,2                 | \| Egüés Alzuza Ardanaz Azpa Badostáin Echálaz Egulbati Elcano Elía Eransus Gorraiz Ibiricu Olaz Sagaseta Sarriguren Ustárroz \| |
| Gorraiz | Lugar habitado                       | 3709           | 42°49′20″N 1°34′40″O / 42.82222, -1.57778 | 3,5                  | \| Egüés Alzuza Ardanaz Azpa Badostáin Echálaz Egulbati Elcano Elía Eransus Gorraiz Ibiricu Olaz Sagaseta Sarriguren Ustárroz \| |
| Ibiricu | Concejo                              | 68             | 42°49′41″N 1°32′16″O / 42.82806, -1.53778 | 7,9                  | \| Egüés Alzuza Ardanaz Azpa Badostáin Echálaz Egulbati Elcano Elía Eransus Gorraiz Ibiricu Olaz Sagaseta Sarriguren Ustárroz \| |
| Olaz | Concejo                              | 725            | 42°49′14″N 1°35′20″O / 42.82056, -1.58889 | 3,1                  | \| Egüés Alzuza Ardanaz Azpa Badostáin Echálaz Egulbati Elcano Elía Eransus Gorraiz Ibiricu Olaz Sagaseta Sarriguren Ustárroz \| |
| Sagaseta | Concejo                              | 36             | 42°50′33″N 1°32′38″O / 42.84250, -1.54389 | 9,5                  | \| Egüés Alzuza Ardanaz Azpa Badostáin Echálaz Egulbati Elcano Elía Eransus Gorraiz Ibiricu Olaz Sagaseta Sarriguren Ustárroz \| |
| Sarriguren | Lugar habitado sede del ayuntamiento | 13 108         | 42°48′46″N 1°35′51″O / 42.81278, -1.59750 | 0                    | Situación de las localidades del Valle de Egüés.                                                                                 |
| Ustárroz | Lugar habitado                       | 13             | 42°48′52″N 1°31′12″O / 42.81444, -1.52000 | 10,9                 | Capital del municipio. Concejos. Lugares habitados.                                                                              |
| Total |                                      | 22 443         |                                           |                      | Capital del municipio. Concejos. Lugares habitados.                                                                              |
| Egüés Alzuza Ardanaz Azpa Badostáin Echálaz Egulbati Elcano Elía Eransus Gorraiz Ibiricu Olaz Sagaseta Sarriguren Ustárroz |                                      |                |                                           |                      | Capital del municipio. Concejos. Lugares habitados.                                                                              |

### Evolución demográfica
Egües ocupa el 4.º puesto como municipio de mayor población de Navarra, con una población de 22 443 habitantes en 2024. de los que 8206 son varones y 8016 son mujeres. Su densidad de población es de 421.23 
 hab/km².
Pirámide de población
Del análisis de la pirámide de población de 2009 se deduce lo siguiente:
- La población menor de 20 años es el 29,42% del total.
- La comprendida entre 20-40 años es el 40,06%.
- La comprendida entre 40-60 años es el 23,95%.
- La mayor de 60 años es el 6,57%.

Esta estructura de la población es típica del régimen demográfico moderno, con una evolución hacia el envejecimiento de la población y la disminución de la natalidad anual, aunque en los últimos años se ha rejuvenecido algo, debido al establecimiento de población más joven en las nuevas urbanizaciones como Sarriguren, Olaz y Gorraiz y el consiguiente aumentado la tasa de natalidad.
Población extranjera
Entre 2001 y 2008, el repunte demográfico y la inmigración elevó el porcentaje de población de nacionalidad extranjera hasta el 7,01% del total de habitantes (753 personas), valor situado en la media nacional. Las nacionalidades con mayor número de residentes son la ecuatoriana (72 personas), la argelina (67 personas) y la marroquí (56 personas).

## Administración y política
La administración política se realiza a través de un ayuntamiento de gestión democrática cuyos componentes se eligen cada cuatro años por sufragio universal desde las primeras elecciones municipales tras la reinstauración de la democracia en España, en 1979. El censo electoral está compuesto por los residentes mayores de 18 años empadronados en el municipio, ya sean de nacionalidad española o de cualquier país miembro de la Unión Europea. Según lo dispuesto en la Ley Orgánica del Régimen Electoral General, que establece el número de concejales elegibles en función de la población del municipio, la corporación municipal está formada por 17 concejales. La sede del Ayuntamiento del Valle de Egüés está situada desde enero de 2011 en la calle Garajonay, n.º 1 en la localidad de Sarriguren. Hasta esa fecha estuvo en la localidad de Egüés.
| Periodo   | Nombre                                 | Partido | Partido                                           |
| --------- | -------------------------------------- | ------- | ------------------------------------------------- |
| 1979-1983 | Francisco Esain Berasain               |         | Agrupación electoral El Valle por El Valle (EVEV) |
| 1983-1991 | Francisco Javier Lecumberri Larrainzar |         | Agrupación electoral El Valle por El Valle (EVEV) |
| 1991-1995 | Inés Martínez Eslava                   |         | Agrupación electoral El Valle por El Valle (EVEV) |
| 1995-1999 | José María Senosiain Ibánez            |         | Convergencia de Demócratas de Navarra (CDN)       |
| 1999-2003 | Ignacio Gallipienzo Jiménez            |         | Unión del Pueblo Navarro (UPN)                    |
| 2003-2013 | José Anastasio Andía García de Olalla  |         | Unión del Pueblo Navarro (UPN)                    |
| 2013-2015 | Alfonso Etxeberria Goñi                |         | Nafarroa Bai (NaBai)                              |
| 2015-2019 | Alfonso Etxeberria Goñi                |         | Geroa Bai (GBai)                                  |
| 2019-2023 | Amaya Larraya Marco                    |         | Unión del Pueblo Navarro (UPN)                    |
| 2023-act. | Xuriñe Peñas                           |         | Unión del Pueblo Navarro (UPN)                    |

Elecciones municipales 2011
En las elecciones municipales de 2011, debido a que la población del municipio supera los 10 000 se pasa de 13 a 17 el número de concejales que debe componer el ayuntamiento. Unión del Pueblo Navarro (UPN) obtuvo el 31,18 % de los votos y 6 concejales, seguido de Nafarroa Bai (Na-Bai) con el 22,24 % y 4 concejales. El resto de formaciones que concurrieron a los comicios: Bildu con el 13,35 % y 2 concejales, el Partido Socialista de Navarra (PSN-PSOE) con el 10,68 % y 2 concejales, Izquierda-Ezkerra con el 9,93 % y 2 concejales y el Partido Popular (PP) con el 8,50 % y 1 concejal.
Tras unas acusaciones de irregularidades, Josetxo Andía dimite como alcalde y se da de baja en UPN el 7 de marzo de 2013, posteriormente fue absuelto de todas las acusaciones por los tribunales de justicia.
Tras una negociación entre los grupos de la oposición, el 19 de marzo de 2013, Alfonso Etxeberria, de NaBai/Geroa Bai, es investido nuevo alcalde del valle de Egüés con los votos de NaBai, PSN, IE y Bildu.
Elecciones municipales 2019
Debido al incremento poblacional del municipio, para las elecciones de 2019 el número de concejales del pleno del ayuntamiento del Valle de Egüés aumento de 17 a 21.
En dichas elecciones la coalición Navarra Suma quedó como fuerza más votada del municipio alcanzando la alcaldía.
| Partido político                                     | 2023  | 2023       | 2019                  | 2019                  | 2015  | 2015       | 2011  | 2011       | 2007  | 2007       |
| Partido político                                     | %     | Concejales | %                     | Concejales            | %     | Concejales | %     | Concejales | %     | Concejales |
| Unión del Pueblo Navarro (UPN)                       | 23,26 | 6          | En Navarra Suma (NA+) | En Navarra Suma (NA+) | 27,01 | 6          | 31,18 | 6          | 51,33 | 9          |
| Euskal Herria Bildu (EH Bildu)-Bildu                 | 16,82 | 4          | 14,72                 | 3                     | 12,43 | 2          | 13,35 | 2          | —     | —          |
| V!VEGÜESB!Z!                                         | 12,91 | 3          | —                     | —                     | —     | —          | —     | —          | —     | —          |
| Partido Socialista de Navarra (PSN-PSOE)             | 11,02 | 3          | 16,55                 | 3                     | 8,45  | 1          | 10,68 | 2          | 10,22 | 1          |
| Geroa Bai (GBai)                                     | 9,89  | 2          | 17,24                 | 4                     | 26,95 | 5          | 22,24 | 4          | 21,41 | 3          |
| Candidatura Independiente Vecinos Por El Valle (VXV) | 7,13  | 1          | —                     | —                     | —     | —          | —     | —          | —     | —          |
| Partido Popular (PP)                                 | 6,81  | 1          | En Navarra Suma (NA+) | En Navarra Suma (NA+) | 4,24  | 0          | 8,50  | 1          | —     | —          |
| Podemos-Contigo-Zurekin                              | 6,22  | 1          | 6,03                  | 1                     | 11,69 | 2          | —     | —          | —     | —          |
| Vox                                                  | 4,45  | 0          | 1,54                  | 0                     | —     | —          | —     | —          | —     | —          |
| Izquierda-Ezkerra (I-E)                              | —     | —          | 5,04                  | 1                     | 6,67  | 1          | 9,93  | 2          | —     | —          |
| Navarra Suma (NA+)                                   | —     | —          | 37,88                 | 9                     | —     | —          | —     | —          | —     | —          |

## Economía

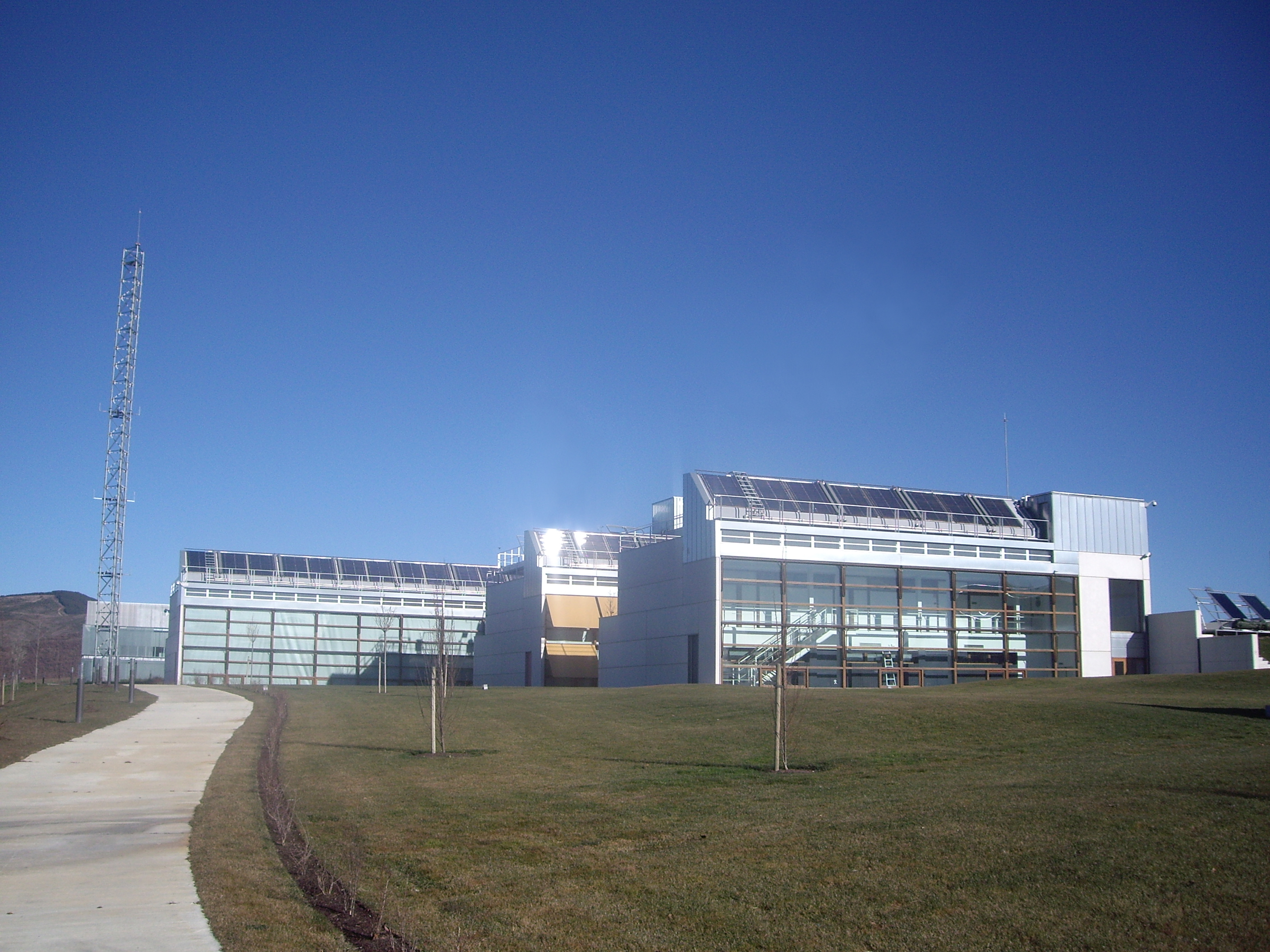
Centro Nacional de Energías Renovables (CENER), en el parque de la innovación de Sarriguren

Los sectores industriales más importantes asentados en el municipio son la industria manufacturera y la industria metalúrgica. También destacar la presencia de las sedes de dos empresas del sector energético como Gamesa y Acciona en el parque de la Imnovación situado en la localidad de Sarriguren. La industria se ubica en pequeñas zonas industriales aisladas o en diversos polígonos industriales como el de Egüés. 
| Sector                        | Empresas |
| ----------------------------- | -------- |
| Energía y agua                | 1        |
| Extracción minería y químicas | 0        |
| Industria metalúrgica         | 8        |
| Industria manufacturera       | 20       |
| Total                         | 29       |

Según el anuario económico publicado por La Caixa en 2009, en el municipio de Egüés en el sector del comercio existen 29 empresas mayoristas y 63 minoristas. En el sector de la banca hay constancia de 3 cajas de ahorros y 2 cooperativas de crédito. Y en el sector de la hostelería 23 establecimientos entre bares y restaurantes.
| Sector comercial                                                                 | Empresas |
| -------------------------------------------------------------------------------- | -------- |
| Oficinas bancarias. Bancos (0), Cajas de ahorros (3) Cooperativas de crédito (2) | 5        |
| Empresas comerciales mayoristas                                                  | 29       |
| Empresas comerciales minoristas                                                  | 63       |
| Hipermercados                                                                    | 0        |
| Bares y restaurantes                                                             | 23       |

## Servicios

### Educación
Educación primaria
CP Hermanas Uriz Pi
Joakin Lizarraga I.P.
Colegio Santa María la Real (Hermanos Maristas)
Educación secundaria y universitaria
IES Sarriguren
Para la educación universitaria desde el municipio se puede llegar a las dos universidades situadas en la capital a través del transporte urbano.

### Sanidad
La atención especializada se realiza en los centros especializados y ambulatorios como Conde Oliveto, doctor San Martín (General Solchaga) o Príncipe de Viana todos ellos ubicados en la capital, a los que se puede acceder desde la localidad a través del transporte urbano. Lo mismo con la atención hospitalaria. 
En la organización del Ayuntamiento no figura ninguna concejalía específica de salud o sanidad, sin embargo el artículo 42 de la Ley General de Sanidad dispone que, los Ayuntamientos, sin perjuicio de las competencias de las demás Administraciones Públicas, tendrán las siguientes responsabilidades mínimas en asuntos relacionados con la Sanidad.
- a) Control sanitario del medio ambiente: Contaminación atmosférica, abastecimiento de aguas, saneamiento de aguas residuales, residuos urbanos e industriales.
- b) Control sanitario de industrias, actividades y servicios, transportes, ruidos y vibraciones.
- c) Control sanitario de edificios y lugares de vivienda y convivencia humana, especialmente de los centros de alimentación, peluquerías, saunas y centros de higiene personal, hoteles y centros residenciales, escuelas, campamentos turísticos y áreas de actividad físico deportivas y de recreo.
- d) Control sanitario de la distribución y suministro de alimentos perecederos, bebidas y demás productos, directa o indirectamente relacionados con el uso o consumo humanos, así como los medios de su transporte.
- e) Control sanitario de los cementerios y policía sanitaria mortuoria.

### Seguridad ciudadana
La seguridad ciudadana está supeditada a la estructura de la Agencia Navarra de Emergencias (ANE) que es un organismo autónomo, creado por el Gobierno de Navarra, mediante el Decreto Foral 12/2009, de 16 de febrero, para agrupar los efectivos de Protección Civil-Sos Navarra 112 y Consorcio de Bomberos de Navarra.
En el área de la seguridad de la localidad funcionan tres cuerpos policiales: La Guardia Civil, la Policía Foral y la policía municipal del Valle de Egüés.

### Transporte

#### Carreteras

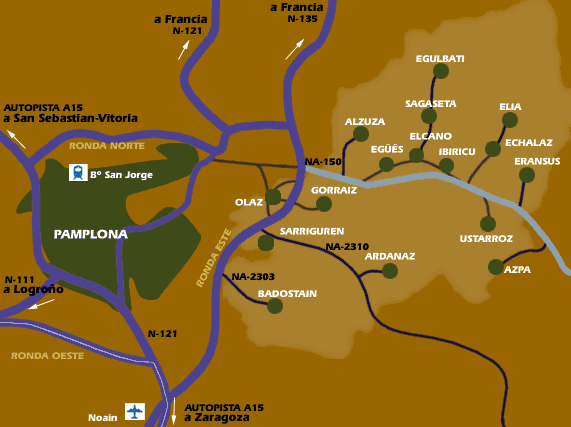
Carreteras del valle de Egüés

| Identificador | Denominación                    | Itinerario                                                                |
| ------------- | ------------------------------- | ------------------------------------------------------------------------- |
| PA-30         | Ronda de Pamplona               | PK 2,82 de PA-31 a Puente de Arazuri en la Ronda de Pamplona Oeste (A-15) |
| PA-33         | Acceso a Pamplona oeste         | Rotonda de Mendillorri a Rotonda de Areta (Sarriguren)                    |
| NA-150        | Carretera Pamplona-Aoiz-Lumbier | PK 7,97 de PA-30 a PK 34,42 de N-240                                      |
| NA-2300       | Acceso Polígono Areta           | PK 0,92 de PA-33 (Sarriguren) 0,90 a Polígono Areta (Huarte)              |
| NA-2303       | Carretera Mendillorri-Badostáin | Mendillorri a Badostáin                                                   |
| NA-2371       | Variante de Alzuza              | PK 0,17 de NA-2373 a PK 1,34 de NA-2373                                   |
| NA-2373       | Carretera de Alzuza             | PK 1,08 de NA-150 a Alzuza                                                |
| NA-2374       | Carretera Elcano-Sagaseta       | PK 1,52 de NA-2377 a Sagaseta                                             |
| NA-2375       | Carretera de Elía               | PK 1,74 de NA-2377 a Elía                                                 |
| NA-2376       | Carretera de Ustárroz           | PK 6,40 de NA-150 a Ustárroz                                              |
| NA-2377       | Carretera Egües-Ibiricu         | PK 2,43 de NA-150 a PK 4,58 de NA-150                                     |

#### Transporte urbano
Las líneas del Transporte Urbano Comarcal de Pamplona (TUC) da servicio a las localidades del municipio más próximas a Pamplona, como Gorraiz, Sarriguren y Olaz, comunicando a estas con la capital navarra así como con otros puntos de la Cuenca de Pamplona. 
| Eskualdeko Hiri Garraioa/Transporte Urbano Comarcal |                                                        |                                                        |
| Inicio                                              | Línea                                                  | Fin                                                    |
| Sarriguren                                          | 18                                                     | Zizur Nagusia/Zizur Mayor                              |
| Bianako Printzea/Príncipe de Viana                  | 20                                                     | Gorraitz                                               |
| Kordobila/Cordovilla                                | 23                                                     | Olloki                                                 |
| Nafarroako Gorteak/Cortes de Navarra                | N5                                                     | Uharte/Huarte - Gorraitz                               |
| Nafarroako Gorteak/Cortes de Navarra                | N10                                                    | Sarriguren                                             |
| Taxi Iruñerria                                      |                                                        |                                                        |
| Zona                                                | A (Sarriguren, Olatz y Gorraitz) / B (resto del valle) | A (Sarriguren, Olatz y Gorraitz) / B (resto del valle) |
| Estaciones                                          | Nafarroako Erresuma etorbidea/Avenida Reyno de Navarra | Nafarroako Erresuma etorbidea/Avenida Reyno de Navarra |

#### Transporte interurbano
- La línea de la compañía de autobuses Conda que comunica Ochagavía y Pamplona en su itinerario efectúa paradas en varias localidades del municipio. Su itinerario es el siguiente:

Ochagavía - Ezcároz - Oronz - Esparza de Salazar - Sarriés - Güesa- Gallués - Navascués - Lumbier - Artieda - Artajo - Aoiz - Urroz - Lizoáin - Eransus - Ibiricu - Egüés - Huarte - Villava- Burlada y Pamplona
- La línea de la misma compañía que comunica Orbaiceta con Pamplona también realiza paradas en localidades del municipio. Su itinerario es el siguiente:

Orbaiceta - Orbara - Arive - Garralda - Oroz-Betelu - Arce - Aoiz - Urroz - Lizoáin - Valle de Egüés - Huarte - Villava - Burlada y Pamplona.

## Monumentos y lugares de interés

### Monumentos religiosos
Destacan la capilla del cementerio de Badostáin, obra románica de transición, con ábside semicircular y la iglesia de Elcano. A continuación se listan los monumentos religiosos del valle por localidades:
- Alzuza: iglesia de San Esteban construida en el siglo XII, de su interior destaca el retablo mayor de estilo barroco que data del siglo XVI de estilo barroco en el cual se aloja un sagrario romanista de la misma época.[28]
- Ardanaz: iglesia de San Vicente, construida en el siglo XIII.[29]
- Azpa: iglesia de San Martín, construida en el año 1200 y reformada en el siglo XVI.[30]
- Badostáin: iglesia de San Miguel, construida en el siglo XIII en estilo románico. y ampliada en el siglo XVI en estilo barroco.[31]
- Egüés: iglesia de San Martín, construida en el siglo XIII en estilo gótico.[32]
- Elcano: iglesia parroquial de estilo gótico.[33]
- Elía: iglesia de Nuestra señora de la Asunción, construida en el siglo XIII.[34]
- Eransus: iglesia de San Salvador, construida en el siglo XIII.[35]
- Gorraiz: iglesia de San Esteban construida en el siglo XVI la cual se encuentra en la actualidad (2010) totalmente reconstruida y a su lado se ha construido un nuevo templo con locales parroquiales.[36]
- Ibiricu: iglesia de San Juan Bautista, construida en el siglo XIII y reformada en año 1588.[37]
- Olaz: iglesia de San Pedro, construida en el siglo XII.[38]
- Sagaseta: iglesia parroquial de estilo gótico.[39]
- Sarriguren: iglesia de Santa Engracia, del siglo XIII, de estilo gótico.[40]
- Uztárroz: iglesia de San Bartolomé, un templo de origen medieval que sigue los esquemas del siglo XII aunque sufrió importantes reformas a lo largo del siglo XVI.

### Monumentos civiles
De la arquitectura civil destacaríamos varios palacios de armería ubicados en el valle como los de Gorraiz, Elcano, Egüés, Echálaz y Badostáin.

## Cultura

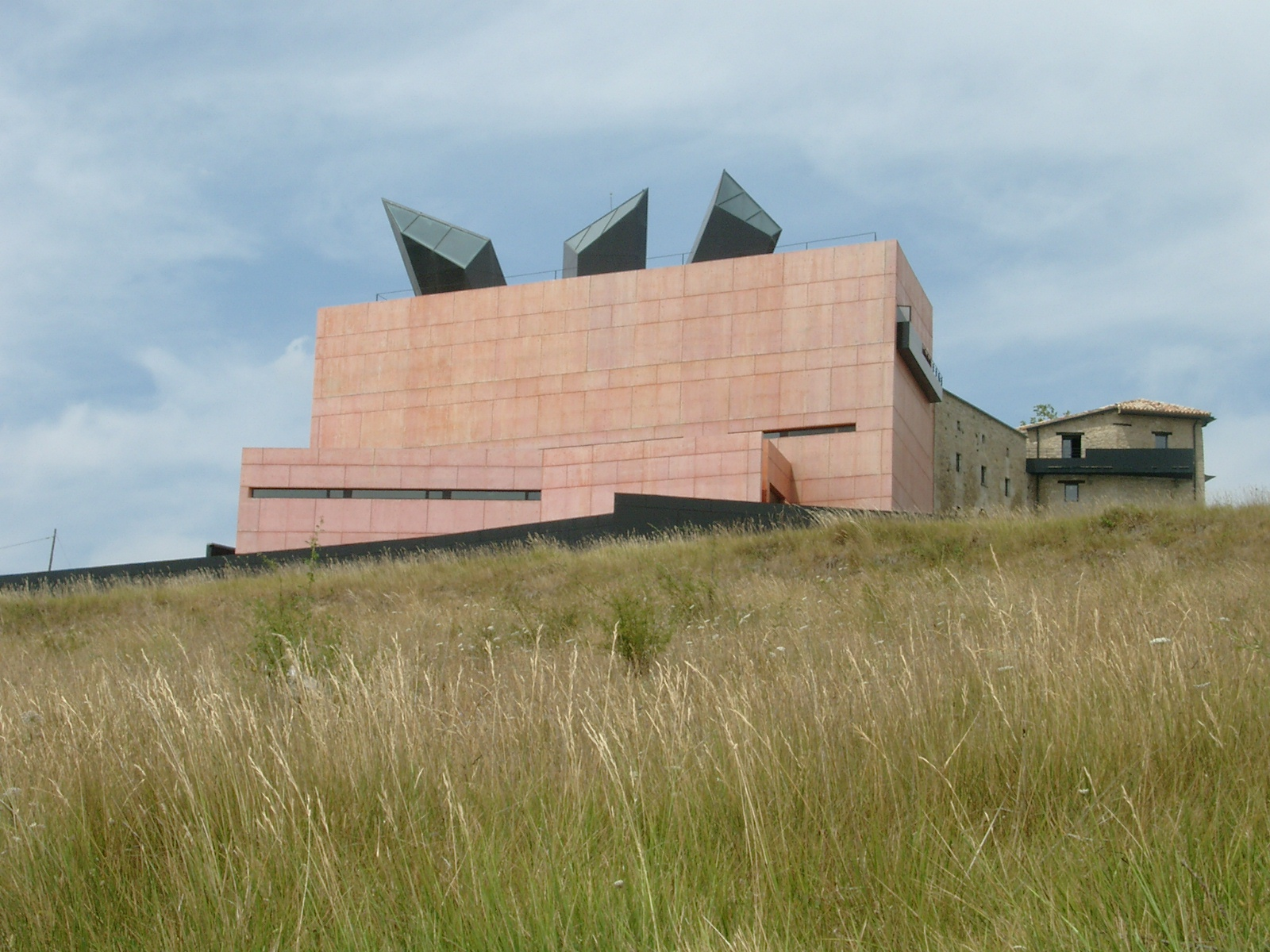
Museo Jorge Oteiza

### Infraestructuras culturales
- Escuela de música del valle de Egüés, cuenta con un edificio con 13 aulas, una amplia sala de ensayos, una sala destinada a la composición y creación, un estudio de grabación, una aula preparada para la iniciación en la música y dos despachos. Fue inaugurado en 2003 y tiene una capacidad para 400 estudiantes.[42]

Museos y salas de exposiciones
- Museo Jorge Oteiza: Está situado a los alrededores de la localidad de Alzuza y es un espacio monográfico que alberga la colección personal del escultor y artista integral Jorge Oteiza. En él se exponen 1690 esculturas, 2000 piezas de su trabajo experimental incluidas en su Laboratorio de Tizas, además de una extensa presencia de dibujos y collages.[43]

### Organizaciones culturales

#### Fiestas y eventos
La capital del Valle de Egüés celebra sus fiestas el segundo fin de semana de junio. Otras localidades del valle también celebran sus fiestas entre los meses de junio y septiembre, como por ejemplo la antigua capital del Valle de Egüés que las celebra el último fin de semana del mes de junio.
| CONCEJO    | FECHAS                    |
| ---------- | ------------------------- |
| Sarriguren | 12, 13 y 14 junio         |
| Gorraiz    | 4, 5 y 6 de septiembre    |
| Egüés      | 19, 20 y 21 de junio      |
| Olaz       | 26, 27 y 28 de junio      |
| Azpa       | 30 y 31 de mayo           |
| Sagaseta   | 1 y 2 de agosto           |
| Elcano     | 22 y 23 de agosto         |
| Ustárroz   |                           |
| Badostain  | 27, 28, 29 y 30 de agosto |
| Ibiricu    | 27, 28, 29 y 30 de agosto |
| Ardanaz    | 4, 5 y 6 de septiembre    |
| Elía       | 5 y 6 de septiembre       |
| Alzuza     | 20 de junio               |

#### Gigantes, kilikis y cabezudos

##### Gigantes
Jorge Oteiza
Pepita Úriz
Mutil dantzari
Neska dantzari

##### Kilikis
Tartalo
Iratxo
Sorgina
Basajaun

### Carnavales

#### Personajes
Zakuton
Jauntxo
Apaiza
Artzai mutilzaharra
Hartza
Ijitoak
Akerrak

### Deporte

#### Clubes y sociedades deportivas
- Movistar Team, equipo ciclista profesional de la máxima categoría mundial.
- Egües Racing Cycling Team
- Club Deportivo Valle de Egüés
- Club Rítmica Alaia
- Club de Triatlón Hiruki Valle de Egüés
- Club Deportivo Valle de Egüés eskubaloia

#### Instalaciones deportivas
- Club de Golf Gorraiz.
- Olaz y Sarriguren disponen de pabellón polideportivo municipal.

#### Competiciones de interés
Cada 31 de diciembre se celebra la carrera popular de San Silvestre Valle de Egüés - Eguesibarko Silbestre Deuna.